# Маріапоч
Маріапоч, або Марія-Повч (угор. Máriapócs) — місто в медьє Саболч-Сатмар-Береґ в Угорщині. Розташоване на схід від міста Ньїредьгаза. Статус міста з 1993 року.
Село Повч вперше згадується в письмових джерелах ХІІІ століття. Тоді в селі була римо-католицька церква. З часів реформації церква перебувала в користуванні протестантів-кальвіністів. Греко-католиків у Повчі вперше згадують 1666-го року, коли вони хотіли зайняти цю церкву, однак це їм не вдалося. Та згодом храм знову перейшов до римо-католиків.
Місто Марія-Повч є місцем паломництва. Тут розташована греко-католицька церква. У церкві біля вівтаря знаходиться ікона Богоматері, яку вважають чудотворною. Ця ікона є копією, виконаною в XIX столітті. Оригінал зберігається в Соборі святого Стефана у Відні
Місто займає площу 22,09 км², там проживає 2 079 жителів (за даними 2010 року). За даними 2001 року, серед жителів міста 96 % — угорці, 4 % — цигани.

## Відомі люди
- Миколай Дудаш, ЧСВВ (1902—1972) — єпископ Угорської греко-католицької церкви, народився, деякий час працював і по смерті похований у Маріаповчі.